# Christina Schmidt
Christina Schmidt (ur. 16 września 1987 w Waterloo, w prowincji Ontario) – kanadyjska aktorka i modelka. Znana także pod zdrobnieniem Chrissy Schmidt.

## Życiorys
Christina Schmidt urodziła się w Waterloo. Brała lekcje aktorstwa u Deana Armstronga znanego w Stanach Zjednoczonych z udziału w serialu Queer as Folk. Później uczyła się razem z Kids on Camera i The Second City, dwoma prestiżowymi przedsiębiorstwami dla osób z aspiracjami aktorskimi. Dzięki tym lekcjom, mogła wystąpić w krótkim filmie Notes from Mother.

## Kariera
Wielkim przełomem było dla niej otrzymanie roli Theresy „Terri” McGreggor w serialu Degrassi: Nowe pokolenie. Było to wyzwanie dla nastoletniej aktorki, ponieważ jest to postać niepewna siebie, głównie swojego wyglądu zewnętrznego, która pod koniec swego udziału w serialu wchodzi w kontrowersyjny i bardzo burzliwy związek. Od pierwszego do trzeciego sezonu jest to jedna z głównych ról (lata 2001–2004). Później Christina zdecydowała się kontynuować karierę modelki.
Fabuła serialu Degrassi: Nowe pokolenie wyjaśnia, że Terri opuściła szkołę ze strachu przed byłym chłopakiem, Rickiem, przez którego wpadła w śpiączkę pod koniec sezonu trzeciego. Postać była później kilkakrotnie wspominana przez innych, jednak już nigdy nie pojawiła się w serialu - nawet gościnnie.
W roku 2005 Christina Schmidt zyskała światową sławę, ponieważ serial Degrassi: Nowe pokolenie został wyemitowany w takich krajach jak Stany Zjednoczone i Australia. W tym samym roku została laureatką Nagrody Młodych Artystów za rolę Terri McGreggor.

## Filmografia
- 2001–2004: Degrassi: Nowe pokolenie jako Theresa „Terri” McGreggor
- 2000: Notes from Mother